# Iceland International 2010
Die Iceland International 2010 im Badminton fanden vom 11. November bis zum 14. November 2010 in Reykjavík, Island, statt. Das BWF-Level war 4C (kein Preisgeld).

## Sieger und Platzierte
| Disziplin    | Gold                                  | Silber                                       | Bronze                                     |
| ------------ | ------------------------------------- | -------------------------------------------- | ------------------------------------------ |
| Herreneinzel | Kim Bruun                             | Jacob Damgaard                               | Emil Vind                                  |
| Herreneinzel | Kim Bruun                             | Jacob Damgaard                               | Emil Holst                                 |
| Dameneinzel  | Ragna Ingólfsdóttir                   | Anita Raj Kaur                               | Sofie Werner                               |
| Dameneinzel  | Ragna Ingólfsdóttir                   | Anita Raj Kaur                               | Line Kjærsfeldt                            |
| Herrendoppel | Emil Holst Mikkel Mikkelsen           | Frederik Colberg Kasper Paulsen              | Jacob Damgaard Emil Vind                   |
| Herrendoppel | Emil Holst Mikkel Mikkelsen           | Frederik Colberg Kasper Paulsen              | Michael Christensen Niklas Hoff            |
| Damendoppel  | Katrín Atladóttir Ragna Ingólfsdóttir | Erla Björg Hafsteinsdóttir Tinna Helgadóttir | Elín Þóra Elíasdóttir Rakel Jóhannesdóttir |
| Damendoppel  | Katrín Atladóttir Ragna Ingólfsdóttir | Erla Björg Hafsteinsdóttir Tinna Helgadóttir | Halldóra Elín Jóhannsdóttir Elsa Nielsen   |
| Mixed        | Frederik Colberg Mette Poulsen        | Kasper Paulsen Josephine van Zaane           | Atli Jóhannesson Snjólaug Jóhannsdóttir    |
| Mixed        | Frederik Colberg Mette Poulsen        | Kasper Paulsen Josephine van Zaane           | Róbert Henn Karitas Ósk Ólafsdóttir        |

## Finalresultate
| Disziplin    | Sieger                                | Finalist                                     | Ergebnis                  |
| ------------ | ------------------------------------- | -------------------------------------------- | ------------------------- |
| Herreneinzel | Kim Bruun                             | Jacob Damgaard                               | 14 – 21, 21 – 16, 21 – 19 |
| Dameneinzel  | Ragna Ingólfsdóttir                   | Anita Raj Kaur                               | 21 – 17, 21 – 18          |
| Herrendoppel | Emil Holst Mikkel Mikkelsen           | Frederik Colberg Kasper Poulsen              | 21 – 15, 21 – 17          |
| Damendoppel  | Katrín Atladóttir Ragna Ingólfsdóttir | Erla Björg Hafsteinsdóttir Tinna Helgadóttir | 21 – 14, 21 – 13          |
| Mixed        | Frederik Colberg Mette Poulsen        | Kasper Poulsen Josephine van Zaane           | 21 – 17, 8 – 21, 21 – 16  |

## Ergebnisse

### Herreneinzel
- Emil Vind –  Tomas Bjorn Gudmundsson: 21-11 / 21-6
- Birkir Steinn Erlingsson –  Ólafur Örn Gudmundsson: 21-14 / 21-8
- Mikkel Mikkelsen –  Kristinn Ingi Gudjonsson: 21-10 / 21-8
- Simon Knutsson –  Heioar Sigurjonsson: 21-7 / 21-8
- Michael Christensen –  Kjartan Valsson: 21-11 / 21-13
- Atli Jóhannesson –  Petur Hemmingsen: 21-5 / 21-8
- Kim Bruun –  Daniel Reynisson: 21-11 / 21-5
- Niklas Hoff –  Robert Thor Henn: 19-21 / 21-13 / 21-16
- Kári Gunnarsson –  Haukur Stefánsson: 21-10 / 21-10
- Kristjan Adalsteinsson –  Pal Withers: 21-19 / 19-21 / 21-11
- Emil Holst –  Bjarki Stefansson: 21-8 / 21-15
- Einar Oskarsson –  Daniel Thomsen: 21-15 / 14-21 / 21-10
- Tobias Kruseborn –  Kjartan Palsson: 21-10 / 21-13
- Helgi Jóhannesson –  Gunnar Bjornsson: 21-9 / 21-8
- Magnús Ingi Helgason –  Jonas Baldursson: 21-6 / 21-14
- Jacob Damgaard –  Arthúr Geir Jósefsson: 21-15 / 21-8
- Emil Vind –  Birkir Steinn Erlingsson: 21-8 / 21-9
- Michael Christensen –  Simon Knutsson: 21-15 / 19-21 / 21-16
- Kim Bruun –  Atli Jóhannesson: 21-14 / 19-21 / 21-10
- Niklas Hoff –  Kári Gunnarsson: 21-19 / 19-21 / 21-14
- Emil Holst –  Kristjan Adalsteinsson: 21-15 / 21-12
- Jacob Damgaard –  Einar Oskarsson: 21-10 / 21-11
- Tobias Kruseborn –  Helgi Jóhannesson: 21-19 / 21-12
- Mikkel Mikkelsen –  Magnús Ingi Helgason: 21-11 / 21-3
- Emil Vind –  Mikkel Mikkelsen: 21-14 / 21-23 / 21-11
- Kim Bruun –  Michael Christensen: 21-9 / 21-9
- Emil Holst –  Niklas Hoff: 21-13 / 21-15
- Jacob Damgaard –  Tobias Kruseborn: 21-10 / 21-12
- Kim Bruun –  Emil Vind: 16-21 / 21-12 / 21-12
- Jacob Damgaard –  Emil Holst: 21-14 / 21-13
- Kim Bruun –  Jacob Damgaard: 14-21 / 21-16 / 21-19

### Dameneinzel
- Snjólaug Jóhannsdóttir –  Rakel Jóhannesdóttir: 21-18 / 21-18
- Nanna Brosolat Jensen –  Halldora Elin Johannsdottir: 21-9 / 21-7
- Sofia Werner –  Asta Aegisdottir: 21-8 / 21-7
- Mette Poulsen –  Thorbjorg Kristinsdottir: 21-9 / 21-10
- Line Kjærsfeldt –  Johanna Johannsdottir: 21-12 / 21-13
- Tinna Helgadóttir –  Josephine van Zaane: 21-15 / 21-9
- Mehrnaz Amanat Bari –  Elin Thora Eliasdottir: 21-9 / 21-17
- Katrín Atladóttir –  Elisabeth Christensen: w.o.
- Ragna Ingólfsdóttir –  Snjólaug Jóhannsdóttir: 21-3 / 21-17
- Katrín Atladóttir –  María Arnadottir: 21-12 / 21-8
- Nanna Brosolat Jensen –  Sarah Thomas: 21-10 / 15-21 / 21-14
- Sofia Werner –  Sara Högnadóttir: 21-9 / 21-12
- Mette Poulsen –  Una Haroardottir: 21-13 / 21-7
- Line Kjærsfeldt –  Karitas Ósk Ólafsdóttir: 21-5 / 21-5
- Tinna Helgadóttir –  Margrét Jóhannsdóttir: 21-6 / 21-10
- Anita Raj Kaur –  Mehrnaz Amanat Bari: 21-14 / 21-5
- Ragna Ingólfsdóttir –  Katrín Atladóttir: 21-8 / 21-11
- Line Kjærsfeldt –  Mette Poulsen: 21-19 / 23-21
- Anita Raj Kaur –  Tinna Helgadóttir: 21-12 / 20-22 / 21-16
- Sofia Werner –  Nanna Brosolat Jensen: w.o.
- Ragna Ingólfsdóttir –  Sofia Werner: 21-10 / 21-8
- Anita Raj Kaur –  Line Kjærsfeldt: 21-19 / 21-9
- Ragna Ingólfsdóttir –  Anita Raj Kaur: 21-17 / 21-18

### Herrendoppel
- Jacob Damgaard /  Emil Vind –  Þorsteinn Páll Hængsson /  Broddi Kristjánsson: 21-11 / 21-15
- Frederik Colberg /  Kasper Paulsen –  Kristjan Adalsteinsson /  Heioar Sigurjonsson: 21-5 / 21-14
- Michael Christensen /  Niklas Hoff –  Gunnar Bjornsson /  Thomas Þór Thomsen: 21-7 / 21-9
- Emil Holst /  Mikkel Mikkelsen –  Bjarki Stefansson /  Daniel Thomsen: 21-19 / 21-23 / 21-15
- Michael Christensen /  Niklas Hoff –  Kristinn Ingi Gudjonsson /  Ólafur Örn Gudmundsson: 21-8 / 21-4
- Kjartan Valsson /  Tomas Bjorn Gudmundsson –  Jonas Baldursson /  Kjartan Palsson: 26-24 / 18-21 / 21-17
- Atli Jóhannesson /  Kári Gunnarsson –  Birkir Steinn Erlingsson /  Robert Thor Henn: 21-17 / 21-12
- Magnús Ingi Helgason /  Helgi Jóhannesson –  Njörður Ludvigsson /  Ástvaldur Heiðarsson: 21-15 / 21-9
- Emil Holst /  Mikkel Mikkelsen –  Arthúr Geir Jósefsson /  Einar Oskarsson: 21-19 / 21-16
- Frederik Colberg /  Kasper Paulsen –  Ivar Oddsson /  Haukur Stefánsson: 21-11 / 21-13
- Michael Christensen /  Niklas Hoff –  Kjartan Valsson /  Tomas Bjorn Gudmundsson: 21-8 / 21-14
- Emil Holst /  Mikkel Mikkelsen –  Atli Jóhannesson /  Kári Gunnarsson: 21-18 / 14-21 / 21-13
- Jacob Damgaard /  Emil Vind –  Magnús Ingi Helgason /  Helgi Jóhannesson: 21-17 / 13-21 / 21-16
- Frederik Colberg /  Kasper Paulsen –  Jacob Damgaard /  Emil Vind: 21-11 / 21-11
- Emil Holst /  Mikkel Mikkelsen –  Michael Christensen /  Niklas Hoff: 17-21 / 21-19 / 21-19
- Emil Holst /  Mikkel Mikkelsen –  Frederik Colberg /  Kasper Paulsen: 21-15 / 21-17

### Damendoppel
- Johanna Johannsdottir /  Sofia Werner –  Una Haroardottir /  Karitas Jonsdottir: 21-10 / 21-6
- Ragna Ingólfsdóttir /  Katrín Atladóttir –  Karitas Ósk Ólafsdóttir /  Snjólaug Jóhannsdóttir: 21-7 / 21-18
- Sara Högnadóttir /  Margrét Jóhannsdóttir –  Ivalu Birna Falck-Petersen /  Hulda Lilja Hannesdottir: 21-11 / 21-10
- Halldora Elin Johannsdottir /  Elsa Nielsen –  Thorbjorg Kristinsdottir /  María Arnadottir: 21-8 / 21-8
- Elin Thora Eliasdottir /  Rakel Jóhannesdóttir –  Anna Lilja Sigurdardottir /  Irena Oskarsdottir: 21-7 / 21-12
- Berta Sandholt /  Asta Aegisdottir –  Jorunn Oddsdottir /  Katrín Stefansdottir: w.o.
- Line Kjærsfeldt /  Josephine van Zaane –  Elisabeth Christensen /  Dísa Josefsdottir: w.o.
- Erla Björg Hafsteinsdóttir /  Tinna Helgadóttir –  Sunna Osp Runolfsdottir /  Dagny Agusdottir: w.o.
- Ragna Ingólfsdóttir /  Katrín Atladóttir –  Johanna Johannsdottir /  Sofia Werner: 21-9 / 21-8
- Halldora Elin Johannsdottir /  Elsa Nielsen –  Sara Högnadóttir /  Margrét Jóhannsdóttir: 21-19 / 21-11
- Elin Thora Eliasdottir /  Rakel Jóhannesdóttir –  Berta Sandholt /  Asta Aegisdottir: 21-6 / 21-15
- Erla Björg Hafsteinsdóttir /  Tinna Helgadóttir –  Line Kjærsfeldt /  Josephine van Zaane: 21-19 / 21-13
- Ragna Ingólfsdóttir /  Katrín Atladóttir –  Halldora Elin Johannsdottir /  Elsa Nielsen: 23-21 / 21-11
- Erla Björg Hafsteinsdóttir /  Tinna Helgadóttir –  Elin Thora Eliasdottir /  Rakel Jóhannesdóttir: 21-7 / 21-16
- Ragna Ingólfsdóttir /  Katrín Atladóttir –  Erla Björg Hafsteinsdóttir /  Tinna Helgadóttir: 21-14 / 21-13

### Mixed
- Frederik Colberg /  Mette Poulsen –  Einar Oskarsson /  Johanna Johannsdottir: 21-12 / 21-11
- Atli Jóhannesson /  Snjólaug Jóhannsdóttir –  Tobias Kruseborn /  Mehrnaz Amanat Bari: 21-19 / 27-25
- Kasper Paulsen /  Josephine van Zaane –  Birkir Steinn Erlingsson /  Thorbjorg Kristinsdottir: 21-8 / 21-17
- Robert Thor Henn /  Karitas Ósk Ólafsdóttir –  Bjarki Stefansson /  Rakel Jóhannesdóttir: 21-19 / 15-21 / 23-21
- Frederik Colberg /  Mette Poulsen –  Kári Gunnarsson /  Katrín Atladóttir: 21-10 / 21-17
- Atli Jóhannesson /  Snjólaug Jóhannsdóttir –  Jonas Baldursson /  María Arnadottir: 21-11 / 21-6
- Kjartan Valsson /  Erla Björg Hafsteinsdóttir –  Kjartan Palsson /  Sara Högnadóttir: 20-22 / 21-18 / 22-20
- Robert Thor Henn /  Karitas Ósk Ólafsdóttir –  Daniel Thomsen /  Margrét Jóhannsdóttir: 21-14 / 18-21 / 23-21
- Kristjan Adalsteinsson /  Una Haroardottir –  Thomas Þór Thomsen /  Ivalu Birna Falck-Petersen: 21-15 / 22-20
- Arthúr Geir Jósefsson /  Halldora Elin Johannsdottir –  Ivar Oddsson /  Berta Sandholt: 21-11 / 21-11
- Kasper Paulsen /  Josephine van Zaane –  Magnús Ingi Helgason /  Tinna Helgadóttir: 21-13 / 25-23
- Frederik Colberg /  Mette Poulsen –  Helgi Jóhannesson /  Elin Thora Eliasdottir: 21-13 / 21-17
- Kasper Paulsen /  Josephine van Zaane –  Kjartan Valsson /  Erla Björg Hafsteinsdóttir: 21-10 / 21-13
- Robert Thor Henn /  Karitas Ósk Ólafsdóttir –  Kristjan Adalsteinsson /  Una Haroardottir: 21-11 / 21-12
- Atli Jóhannesson /  Snjólaug Jóhannsdóttir –  Arthúr Geir Jósefsson /  Halldora Elin Johannsdottir: 25-23 / 23-25 / 21-18
- Frederik Colberg /  Mette Poulsen –  Atli Jóhannesson /  Snjólaug Jóhannsdóttir: 21-11 / 21-10
- Kasper Paulsen /  Josephine van Zaane –  Robert Thor Henn /  Karitas Ósk Ólafsdóttir: 21-9 / 21-13
- Frederik Colberg /  Mette Poulsen –  Kasper Paulsen /  Josephine van Zaane: 21-17 / 8-21 / 21-16